# Abadia de Westmalle
L'Abadia trapense de Westmalle o Abdij van Onze-Lieve-Vrouw van het Heilig Hart (Abadia de La nostra Senyora del Sagrat Cor), pertany a l'Orde Cistercenc de l'Estricta Observança, es troba a Westmalle (Malle), a la regíó de Campine de la província d'Anvers (Flandes, Bèlgica).
L'abadia va ser fundada l'any 1794, però la comunitat no va ser reconeguda com una abadia trapista fins al 22 d'abril de 1836. L'abadia és famosa per la seva vida espiritual i per la seva cerveseria. Els tres pilars de la vida en el monestir trapense són vida dedicada a la pregària, vida dedicada a la comunitat, i vida dedicada al treball.
L'abadia és una de les poques cerveseries i formatgeries trapistes del món que poden utilitzar el segell ATP (Authentic Trappist Product), ja que respecten els criteris definits per l'Associació Trapista Internacional per elaborar la cervesa trapista.